# Belemnitella
Belemnitella is een geslacht van uitgestorven mollusken, dat leefde tijdens het Laat-Krijt.

## Beschrijving
Deze belemniet had een rostrum (een inwendig gelegen sigaarvormige structuur van voornamelijk radiair gelaagd calciet), dat geleidelijk versmalde. Aan het rostrumuiteinde bevond zich een spits naaldje, het zogenaamde mucron, terwijl het vliesdunne gedeelte aan de voorkant een diepe alveole (conische holte in rostrum) bevatte. Het rostrumoppervlak bevatte een netwerk van sterk vertakte ondiepe groeven, die vermoedelijk afkomstig waren van bloedvaten uit het zachte weefsel van het dier. De normale lengte van de schelp bedroeg ongeveer veertig centimeter.

## Leefwijze
Dit geslacht bewoonde ondiepere zeeën en voedde zich met kleine prooidieren, die het met zijn geklauwde tentakels ving.